# Abdullu
Abdullu è un comune dell'Azerbaigian situato nel distretto di Cəlilabad. Conta una popolazione di 545 abitanti.